# Ebala striatula
Ebala striatula is een slakkensoort uit de familie van de Murchisonellidae. De wetenschappelijke naam van de soort is voor het eerst geldig gepubliceerd in 1856 door Jeffreys.